# Slovenija na Svetovnem prvenstvu v hokeju na ledu 2003
Slovenija na Svetovnem prvenstvu v hokeju na ledu 2003 je bila na začetku prvenstva razporejena v Skupino D Elitne divizije. Po predtekmovanju, kjer je ostala brez osvojene točke, je Slovenija igrala v skupini za obstanek, kjer je z dvema porazoma in neodločenim rezultatom izpadla iz elitne skupine svetovnega hokeja za Svetovno prvenstvo 2004.

## Postava
- Selektor: Matjaž Sekelj
- Pomočnika selektorja: Darko Prusnik, Andrej Vidmar

| Pol. | Št. | Igralec           | Starost (rojstni dan)       | Klub               |
| ---- | --- | ----------------- | --------------------------- | ------------------ |
| GK   | 20  | Robert Kristan    | 20 let (4. april 1983)      | HDD ZM Olimpija    |
| GK   | 28  | Klemen Mohorič    | 27 let (25. maj 1975)       | Keramin Minsk      |
| GK   | 30  | Gaber Glavič      | 25 let (11. marec 1978)     | HK Acroni Jesenice |
| D    | 2   | Bojan Zajc        | 37 let (7. november 1965)   | HDD ZM Olimpija    |
| D    | 3   | Robert Ciglenečki | 28 let (14. julij 1974)     | HDD ZM Olimpija    |
| D    | 4   | Andrej Brodnik    | 32 let (4. maj 1970)        | HDD ZM Olimpija    |
| D    | 6   | Aleš Kranjc       | 21 let (29. julij 1981)     | HK Acroni Jesenice |
| D    | 17  | Jurij Goličič     | 22 let (6. april 1981)      | HDD ZM Olimpija    |
| D    | 23  | Damjan Dervarič   | 21 let (6. februar 1982)    | HDD ZM Olimpija    |
| D    | 25  | Elvis Bešlagič    | 29 let (4. julij 1973)      | ERC Selb           |
| D    | 27  | Miha Rebolj       | 25 let (22. avgust 1977)    | HK Acroni Jesenice |
| F    | 8   | Edo Terglav       | 23 let (24. januar 1980)    | HDD ZM Olimpija    |
| F    | 9   | Tomaž Razingar    | 24 let (25. april 1979)     | HK Acroni Jesenice |
| F    | 10  | Mitja Šivic       | 23 let (1. oktober 1979)    | THK Tver           |
| F    | 12  | Grega Por         | 25 let (3. oktober 1977)    | HK Acroni Jesenice |
| F    | 13  | Luka Žagar        | 24 let (25. junij 1978)     | HDD ZM Olimpija    |
| F    | 14  | Dejan Kontrec     | 33 let (23. januar 1970)    | HDD ZM Olimpija    |
| F    | 16  | Boris Pretnar     | 25 let (8. april 1978)      | HK Acroni Jesenice |
| F    | 18  | Gregor Polončič   | 18 let (5. februar 1985)    | HC Třinec          |
| F    | 21  | Jaka Avgustinčič  | 26 let (27. november 1976)  | HDD ZM Olimpija    |
| F    | 22  | Marcel Rodman     | 21 let (25. september 1981) | EC Graz            |
| F    | 24  | Tomaž Vnuk        | 33 let (11. april 1970)     | VEU Feldkirch      |
| F    | 29  | Anže Terlikar     | 22 let (30. november 1980)  | HK Acroni Jesenice |
| F    | 33  | Ivo Jan           | 28 let (3. april 1975)      | HDD ZM Olimpija    |
| F    | 34  | Peter Rožič       | 29 let (17. februar 1974)   | HDD ZM Olimpija    |

## Tekme

### Predtekmovanje
| 26. april 2003 | Češka | 5–2 | Slovenija | Hartwall Areena, Helsinki |

| Poročilo tekme | Poročilo tekme                                    | Poročilo tekme  | Poročilo tekme   | Poročilo tekme  |
| -------------- | ------------------------------------------------- | --------------- | ---------------- | --------------- |
| Začetek: 16:00 | Vrbata 07 Sup 12 Výborný 14 Hudler 33 Balaštík 36 | (3:0, 2:1, 0:1) | 21 Rodman 56 Por | Gledalci: 12001 |

| 28. april 2003 | Finska | 12–0 | Slovenija | Hartwall Areena, Helsinki |

| Poročilo tekme | Poročilo tekme | Poročilo tekme  | Poročilo tekme | Poročilo tekme |
| -------------- | --- | --------------- | -------------- | -------------- |
| Začetek: 19:00 | Niinimaa 04 Berg 05 Selänne 12 Timonen 18 Eloranta 23 Nummelin 31 Pirnes 33 Selänne 38 Kallio 43 Pirjetä 48 Kallio 55 Pirnes 60 | (4:0, 4:0, 4:0) |                | Gledalci: 7800 |

| 29. april 2003 | Slovenija | 2–6 | Avstrija | Hartwall Areena, Helsinki |

| Poročilo tekme | Poročilo tekme     | Poročilo tekme  | Poročilo tekme                                                | Poročilo tekme |
| -------------- | ------------------ | --------------- | ------------------------------------------------------------- | -------------- |
| Začetek: 20:00 | Dervarič 36 Jan 56 | (0:1, 1:2, 1:3) | 15 Brandner 30 Szucs 36 Hohenberger 43 Divis 57 Doyle 58 Pock | Gledalci: 6237 |

### Boj za obstanek
| 2. maj 2003 | ZDA | 7–2 | Slovenija | Tampereen jäähalli, Tampere |

| Poročilo tekme | Poročilo tekme                                                      | Poročilo tekme  | Poročilo tekme          | Poročilo tekme |
| -------------- | ------------------------------------------------------------------- | --------------- | ----------------------- | -------------- |
| Začetek: 15:00 | Cullen 01 Hall 16 Hauer 17 Pohl 22 Housley 23 Fairchild 35 Drury 45 | (3:2, 3:0, 1:0) | 08 Razingar 19 Razingar | Gledalci: 2348 |

| 3. maj 2003 | Japonska | 3–3 | Slovenija | Tampereen jäähalli, Tampere |

| Poročilo tekme | Poročilo tekme            | Poročilo tekme  | Poročilo tekme         | Poročilo tekme |
| -------------- | ------------------------- | --------------- | ---------------------- | -------------- |
| Začetek: 15:00 | Kuvabara 07 Ito 13 Ito 47 | (2;0, 0;1, 1;2) | 38 Vnuk 49 Vnuk 50 Jan | Gledalci: 3058 |

| 5. maj 2003 | Slovenija | 3–4 | Belorusija | Tampereen jäähalli, Tampere |

| Poročilo tekme | Poročilo tekme             | Poročilo tekme   | Poročilo tekme                                    | Poročilo tekme |
| -------------- | -------------------------- | ---------------- | ------------------------------------------------- | -------------- |
| Začetek: 15:00 | Vnuk 07 Jan 34 Razingar 58 | (1:2, 1:2, 1:0 ) | 11 Kascicin 18 Ciplakov 25 Makrickij 37 Zadělenov | Gledalci: 2351 |

## Statistika hokejistov

### Vratarji
| #  | Vratar         | OT | OTI | OMIN | PG | PGT  | OUS   | KM |
| -- | -------------- | -- | --- | ---- | -- | ---- | ----- | -- |
| 20 | Robert Kristan | 3  | 1   | 60   | 7  | 7,00 | 85,71 | 0  |
| 28 | Klemen Mohorič | 3  | 1   | 33   | 7  | 7,00 | 81,08 | 0  |
| 30 | Gaber Glavič   | 6  | 5   | 267  | 23 | 4,60 | 86,55 | 0  |

### Drsalci
| #  | Hokejist          | OT | DG | DP | TOČ | KM | +/- | ZG | GIV | GIM | SNG |
| -- | ----------------- | -- | -- | -- | --- | -- | --- | -- | --- | --- | --- |
| 2  | Bojan Zajc        | 6  | 0  | 0  | 0   | 2  | -6  | 0  | 0   | 0   | 1   |
| 3  | Robert Ciglenečki | 5  | 0  | 0  | 0   | 12 | -6  | 0  | 0   | 0   | 1   |
| 4  | Andrej Brodnik    | 6  | 0  | 1  | 1   | 16 | -2  | 0  | 0   | 0   | 10  |
| 6  | Aleš Kranjc       | 6  | 0  | 1  | 1   | 2  | -4  | 0  | 0   | 0   | 4   |
| 8  | Edo Terglav       | 6  | 0  | 0  | 0   | 4  | -5  | 0  | 0   | 0   | 12  |
| 9  | Tomaž Razingar    | 6  | 3  | 1  | 4   | 2  | -2  | 0  | 1   | 0   | 13  |
| 10 | Mitja Šivic       | 4  | 0  | 0  | 0   | 4  | 0   | 0  | 0   | 0   | 1   |
| 12 | Grega Por         | 6  | 1  | 0  | 1   | 0  | -1  | 0  | 0   | 0   | 4   |
| 13 | Luka Žagar        | 5  | 0  | 0  | 0   | 2  | -4  | 0  | 0   | 0   | 3   |
| 14 | Dejan Kontrec     | 6  | 0  | 3  | 3   | 0  | -8  | 0  | 0   | 0   | 6   |
| 16 | Boris Pretnar     | 3  | 0  | 0  | 0   | 0  | 0   | 0  | 0   | 0   | 4   |
| 17 | Jurij Goličič     | 6  | 0  | 1  | 1   | 2  | -5  | 0  | 0   | 0   | 5   |
| 18 | Gregor Polončič   | 6  | 0  | 0  | 0   | 6  | -6  | 0  | 0   | 0   | 9   |
| 21 | Jaka Avgustinčič  | 5  | 0  | 0  | 0   | 4  | -2  | 0  | 0   | 0   | 1   |
| 22 | Marcel Rodman     | 6  | 1  | 1  | 2   | 0  | -4  | 0  | 0   | 0   | 4   |
| 23 | Damjan Dervarič   | 6  | 1  | 0  | 1   | 8  | -6  | 0  | 0   | 0   | 8   |
| 24 | Tomaž Vnuk        | 6  | 3  | 2  | 5   | 0  | -6  | 0  | 2   | 0   | 16  |
| 25 | Elvis Bešlagič    | 6  | 0  | 1  | 1   | 10 | -4  | 0  | 0   | 0   | 6   |
| 27 | Miha Rebolj       | 6  | 0  | 0  | 0   | 6  | -6  | 0  | 0   | 0   | 8   |
| 29 | Anže Terlikar     | 3  | 0  | 0  | 0   | 4  | -1  | 0  | 0   | 0   | 3   |
| 33 | Ivo Jan           | 6  | 3  | 2  | 5   | 0  | -7  | 0  | 1   | 0   | 20  |
| 34 | Peter Rožič       | 5  | 0  | 0  | 0   | 2  | -4  | 0  | 0   | 0   | 1   |